# Adunarea Națională a Azerbaidjanului
Adunarea Națională a Azerbaidjanului (azeră: Milli Məclis) este Parlamentul unicameral al republicii Azerbaidjan și se află la Baku.

## Structură
În Adunarea Națională sunt aleși, prin vot universal uninominal, 125 de deputați, pentru o perioadă de cinci ani. Adunarea Națională nu poate fi dizolvat de președintele statului. În calitate de parlament, Adunarea Națională este deținătorul puterii legislative, dar nu deține și puterea de control asupra executivului, care este președinte statului.
Președintele Adunării Naționale a Azerbaidjanului este ales de parlament, cu minim 63 de voturi. Președintele Adunării Naționale este, de la 2 decembrie 2005, domnul Ogtay Asadov, din partea partidului Noul Azerbaidjan.
Ultimele alegeri au avut loc în 7 noiembrie 2010. Partidul Noul Azerbaidjan este partidul de guvernământ din 1993.

## Fracțiuni parlamentare 2010–2015
|  | Fracțiunea                  | Președinte        | Numărul de deputați |
|  | --------------------------- | ----------------- | ------------------- |
|  | Partidul Noul Azerbaidjan   | İlham Əliyev      | 72                  |
|  | Partidul Civic Solidaritate | Səbir Rüstəmxanlı | 3                   |
|  | Partidul Patriei            | Fəzail Ağamalı    | 2                   |
|  | Deputați neafiliați         | -                 | 48                  |